# (72630) 2001 FO30
2001 أف أو 30 (ويعرف أيضًا باسم (72630) 2001 أف أو 30 وفق تسمية الكوكب الصغير) (بالإنجليزية: 2001 FO30)‏ هو كويكب ضمن حزام الكويكبات؛ وترتيبه 72630 من حيث الاكتشاف.
اكتُشف هذا الجُرم الفلكي بواسطة تعقب الأجرام القريبة من الأرض في 21 مارس 2001.

## وصلات خارجية
- (72630) 2001 FO30 في قاعدة بيانات مختبر الدفع النفاث لأجرام النظام الشمسي الصغيرة

- الاكتشاف · مخطط المدار ·  العناصر المدارية · المعلمات المادية

- (72630) 2001 FO30 على موقع ويكي سكاي: DSS2, SDSS, GALEX, IRAS, Hydrogen α, X-Ray, Astrophoto, Sky Map, Articles and images